# Mebibit
Mebibit là một bội số của bit, một đơn vị thông tin, tiền tố nhị phân "mebi" (ký hiệu Mi), a binary prefix mecó nghĩa là 220. Ký hiệu của Mebibit là Mibit.
1 mebibit = 220 bits = = 1024 kibibits
This unit is most useful for measuring RAM và ROM chip capacity.
Các mebibit liên quan chặt chẽ đến megabit mà bằng 106 bits = 1,000,000 bits.
Trong suốt những năm 1980 và 1990, các nhà sản xuất trò chơi video sẽ đôi khi báo cáo số lượng ROM mực nội bộ (trong megabit) trên bao bì của họ. 1 megabit tương đương 128 kibibyte; 8 megabits là 1 mebibyte của ROM chứa các hướng dẫn trò chơi và dữ liệu.